# ساندویچ بوندیولا
ساندویچ بوندیولا یا بوندیپان ساندویچی است که با تکه‌های ضخیم گوشت کتف خوک درست می‌شود. ساندویچ‌ها معمولاً توسط فروشندگان غذاهای خیابانی و رستوران‌ها در آرژانتین فروخته می‌شود. گوشت شامل تکه‌هایی از شانه خوک بوداده یا پخته شده‌است و معمولاً روی نان بریوش ترد سرو می‌شود. روی آن را می‌توان با انواع چاشنی‌ها و سبزیجات پر کرد.

## تاریخچه
گوشت شامل تکه‌هایی از شانه گوشت خوک بریان شده‌است که روی نان سرو می‌شود. ساندویچ معمولاً با آب لیمو سرو می‌شود و اکنون از نظر محبوبیت با ساندویچ چوریپن و پاریلا رقابت می‌کند. این ساندویچ معمولاً به عنوان «باندیپان» نیز شناخته می‌شود. گوشت خوک معمولاً کبابی است و غذای خیابانی محسوب می‌شود. این یک غذای سنتی در نظر گرفته می‌شود: برش‌های ضخیم گوشت خوک روی یک نان ترد که با سس لیمو و سیر سرو می‌شود، تهیه می‌گردد. ساندویچ در بسیاری از رستوران‌های بوئنوس آیرس رایج است. معادل آمریکایی این ساندویچ، بوستون بات باشد.

## توصیف
گاهی اوقات بوندیولا در آبجو با پنیر چدار پخته می‌شود، این ساندویچ با پیاز کاراملی شده روی نان بریوش نیز سرو می‌شود. بوندیولا با سالاد کلم، خود کلم و سالاد حاوی مایونز نیز تهیه می‌شود. گاهی اوقات بوندیولا را با مواد دیگری مانند بیکن و پیاز پر می‌کنند.
گوشت شانه خوک چرب با چاشنی شامل جوز هندی، نمک، پاپریکا و فلفل پخته می‌شود. سپس گوشت را بسته‌بندی می‌کنند و به مدت ۳۰ تا ۶۰ روز می‌بندند. در طی این فرایند آب از گوشت تبخیر می‌شود و تخمیر اسید لاکتیک رخ می‌دهد. آنزیم‌هایی که آزاد می‌شوند به آن طعم می‌دهند. بوندیولا همچنین می‌تواند با استفاده از گوشت پای خوک و گوشت عضلات گردن خوک درست شود. فرایند تهیه بوندیولا اغلب شامل پختن گوشت در مثانه خوک و برخی از اشکال شامل افزودن گوشت گوساله یا دودی کردن گوشت است. هنگامی که از بیکن در بوندیولا استفاده می‌شود به آن Bondiola di Treviso می‌گویند.